# Groot-Tokio

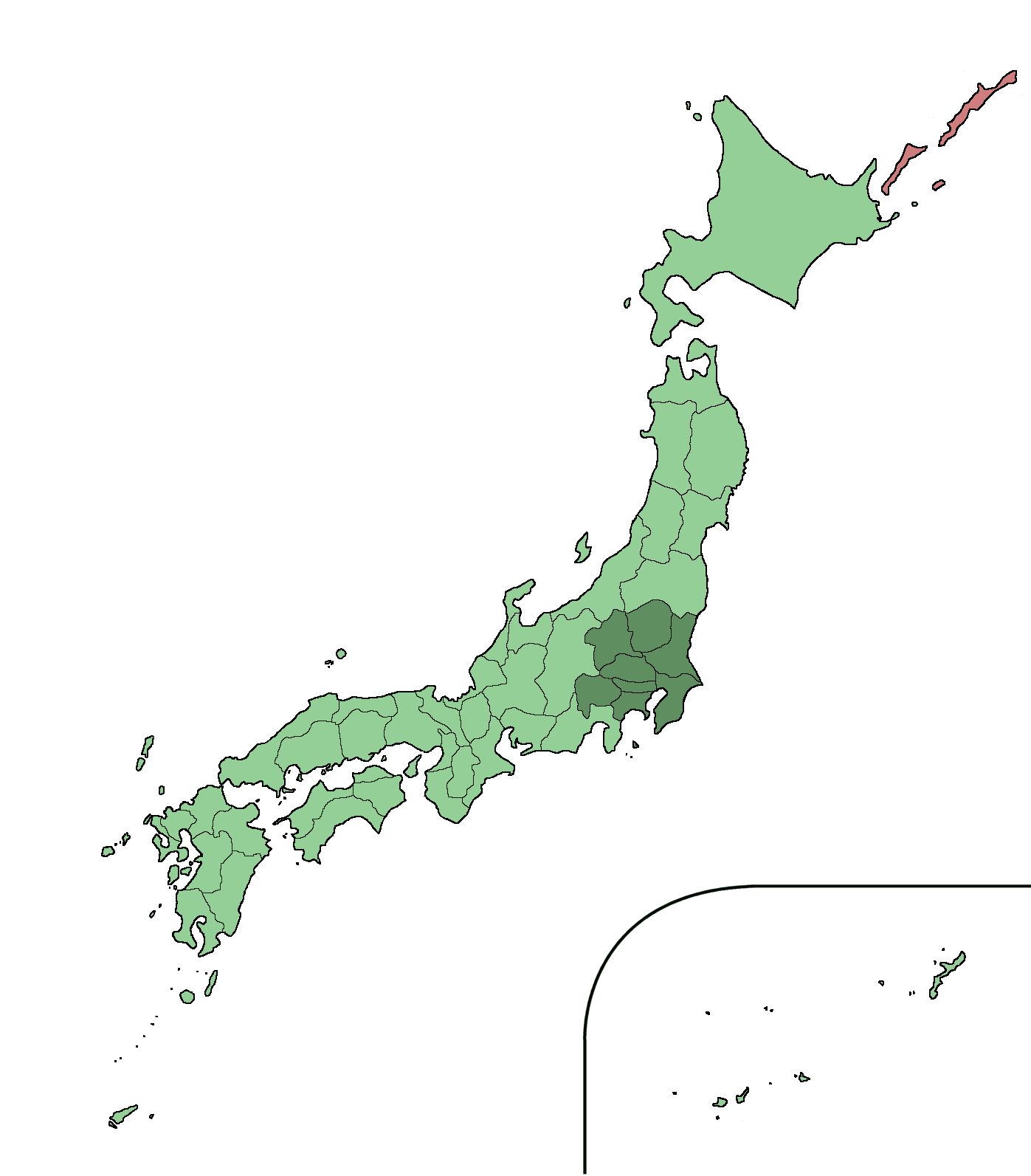
Situering van Groot-Tokio in Japan

Groot-Tokio is de grootste metropool van Japan. Tot deze Japanse metropool behoren de  Japanse prefecturen Chiba,  Kanagawa, Saitama, en Tokio (in het centrum). In het Japans wordt er naar verwezen als Tōkyō-ken (東京圏, regio Tokio) Shuto-ken (首都圏, Hoofdstedelijke Regio) of Minami-Kantō (南関東, Zuid – Kanto).
Groot-Tokio heeft 41.200.000 inwoners (2025) en was decennialang de grootste metropool van de wereld. Volgens meerdere bronnen en instanties is het inmiddels voorbij gestreefd door Guangzhou.
De agglomeratie heeft een oppervlakte van ongeveer 16.200 km², ongeveer zo groot als Wallonië of groter dan de provincies Groningen, Friesland, Drenthe en Overijssel bij elkaar. In de metropool bevinden zich 27 steden met meer dan 200.000 inwoners, 17 steden met op zijn minst 300.000 inwoners en 8 steden met meer dan 500.000 inwoners.
Net zoals bij alle metropolen hangt het bevolkingsaantal af van de definitie. De vier prefecturen tezamen is de meest gebruikte meeteenheid.

## Prefecturen
- Chiba
- Kanagawa
- Saitama
- Tokio

## Steden

### Steden in de prefectuur Tokio
De prefectuur Tokio is wettelijk erkend als een metropool (都,to) en wordt als een van de  Japanse prefecturen beschouwd. Het oostelijke deel van de prefectuur Tokio, dat voorheen de stad Tokio was (tot 1943) bestaat uit de 23 wijken van Tokio. Deze wijken hebben alle het statuut van stad, met elk een eigen burgemeester en gemeenteraad.
| - Adachi - Arakawa - Bunkyo - Chiyoda - Chuo - Edogawa - Itabashi - Katsushika - Kita - Koto - Meguro - Minato | - Nakano - Nerima - Ota - Setagaya - Shibuya - Shinagawa - Shinjuku - Suginami - Sumida - Toshima - Taito |

Het westelijk deel van de prefectuur Tokio bestaat uit een aantal gemeenten waaronder de volgende voorsteden:
| - Akiruno - Akishima - Chofu - Fussa - Hachioji (meer dan 500.000 inwoners) - Hamura - Higashikurume - Higashimurayama - Higashiyamato | - Hino - Inagi - Kiyose - Kodaira - Koganei - Kokubunji - Komae - Kunitachi | - Machida (meer dan 400.000 inwoners) - Mitaka - Musashimurayama - Musashino - Nishitokyo - Ome - Tachikawa - Tama |

### Steden buiten de prefectuur Tokio
De kernsteden van Groot-Tokio buiten centraal Tokio zijn:
- Chiba (940.000)
- Kawasaki (1,3 miljoen)
- Saitama (1,2 miljoen)
- Yokohama (3,6 miljoen)

De andere steden in de prefecturen Chiba, Kanagawa en Saitama zijn:
| - Abiko - Ageo - Asahi - Asaka - Atsugi - Ayase - Chichibu - Chigasaki - Choshi - Ebina - Fujimi - Fujimino - Fujisawa (400.000 inwoners) - Fukaya - Funabashi (meer dan 570.000 inwoners) - Futtsu - Gyoda - Hadano - Hanno - Hanyu - Hasuda - Hidaka - Higashimatsuyama - Hiratsuka - Honjo - Ichihara - Ichikawa (meer dan 400.000 inwoners) - Inzai - Iruma - Isehara | - Kamagaya - Kamakura - Kamogawa - Kashiwa (meer dan 300.000 inwoners) - Kasukabe - Katsuura - Kawagoe (meer dan 300.000 inwoners) - Kawaguchi (meer dan 500.000 inwoners) - Kazo - Kimitsu - Kisarazu - Kitamoto - Koshigaya (meer dan 300.000 inwoners) - Konosu - Kuki - Kumagaya - Matsudo (meer dan 500.000 inwoners) - Minamiashigara - Misato - Miura - Mobara - Nagareyama - Narashino - Narita - Niiza - Noda - Odawara - Okegawa - Sagamihara (meer dan 600.000 inwoners) | - Sakado - Sakura - Satte - Sawara - Sayama - Shiki - Shiraoka - Shiroi - Sodegaura - Soka - Tateyama - Toda - Togane - Tokorozawa (meer dan 300.000 inwoners) - Tomisato - Tsurugashima - Urayasu - Wako - Warabi - Yachimata - Yachiyo - Yamato - Yashio - Yokaichiba - Yokosuka (meer dan 400.000 inwoners) - Yoshikawa - Yotsukaido - Zama - Zushi |

### Andere steden
In sommige definities worden ook nog de volgende steden in de prefecturen Ibaraki, Tochigi, Gunma, Yamanashi en Shizuoka tot Groot-Tokio gerekend:

#### Prefectuur Gunma
- Tatebayashi

#### Prefectuur Ibaraki
- Inashiki
- Ishioka
- Jōsō
- Kasumigaura
- Koga
- Moriya
- Ryugasaki
- Toride
- Tsuchiura
- Tsukuba
- Ushiku

#### Prefectuur Shizuoka
- Atami

#### Prefectuur Tochigi
- Oyama

#### Prefectuur Yamanashi
- Otsuki
- Uenohara